# Пилар, герцогиня Бадахосская
Мария дель Пилар Альфонса Хуана Виктория Луиса Игнасия де Тодос лос Сантос, инфанта Испании, герцогиня Бадахосская, вдовствующая виконтесса де ла Торре (исп. María del Pilar Alfonsa Juana Victoria Luisa Ignacia de Todos los Santos, Infanta de España, Duquesa de Badajoz, Vizcondesa viuda de la Torre); 30 июля 1936, Канны, Франция — 8 января 2020, Мадрид) — сестра Короля Испании Хуана Карлоса I, испанский общественный деятель, деятель испанского и международного спортивного движения.

## Биография
Родилась в семье Его Королевского Высочества Инфанта Хуана де Бурбона, графа Барселонского (1913—1993) и принцессы Марии де лас Мерседес Бурбон-Сицилийской (1910—2000). Внучка Короля Испании Альфонса XIII, сестра испанского монарха Короля Хуана-Карлоса I и инфанты доньи Маргариты.
В 1962 году окончила Школу Наварра в Лиссабоне (Португалия), где получила квалификацию медицинской сестры.
После неравнородной свадьбы, в соответствии с действовавшими тогда законами, лишилась прав на наследование престола.

## Семья
5 мая 1967 года сочеталась браком с Луисом Гомесом-Асебо и Эстрада, виконтом де ла Торре (1934—1991), сыном Хайме Гомес-Асебо-и-Модета и его жены Изабель Дуке де Эстрада-и-Веретерра, IX маркизы Делейтосы; двоюродный брат царицы Болгарии Маргариты.
У супругов 5 детей, которые, в соответствии с законами Испании, пользуются титулами Грандов Испании и Его Превосходительство.
- Её Превосходительство донья Симонетта Луиза Гомес-Асебо и Бурбон, грандесса Испании (род. 28 октября 1968 года). С 1990 года замужем за Мигелем Фернандесом и Састрон. У них 3 детей: 
  - Луис Хуан (1991),
  - Пабло (1995)
  - Мария де лас Мерседес (2000).
- Его Превосходительство Хуан Филиберто Николас Гомес-Асебо и Бурбон, гранд Испании, виконт де ла Торре (6 декабря 1969 года — 12 августа 2024)[6].
  - Николас (2013).
- Его Превосходительство Бруно Алехандро Гомес-Асебо и Бурбон, гранд Испании (род. 15 июня 1971 года). С 2002 года женат на Барбаре Кано. У них 3 сына:
  - Алехандро Хуан (2004),
  - Гильермо (2005)
  - Алваро (2011).
- Его Превосходительство Бельтран Луис Альфонсо Гомес-Асебо и Бурбон, гранд Испании (род. 20 мая 1973 года). С 2004 по 2011 год был женат на Лауре Понте. У них 2 детей. В 2016 году женился второй раз на модели Андреа Паскуаль.
  - Луис (2005) - от первого брака
  - Лаура (2006) - от первого брака
  - Хуан (2016) - от второго брака
- Его Превосходительство Фернандо Умберто Гомес-Асебо и Бурбон, гранд Испании (30 сентября 1974 — 1 марта 2024)[7]. С 27 ноября 2004 года был женат на Монике Фернан Лукуе, развод. Второй раз был женат на Наде Халамандари, развод.
  - Николас (2016) - от второго брака.

## Титулы

Герб ифанты Пилар, герцогини Бадахосской

- 26 июля 1947 года — 6 мая 1967 года — Её Королевское Высочество Инфанта донья Пилар Испанская (исп. Su Alteza Real la Infanta Doña Pilar de España)
- 6 мая 1967 года — 23 июня 1981 года — Её Королевское Высочество Инфанта донья Пилар Испанская, виконтесса де ла Торре (исп. Su Alteza Real la Infanta Doña Pilar de España, Vizcondesa de la Torre)
- 23 июня 1981 года — 9 марта 1991 года — Её Королевское Высочество Инфанта донья Пилар Испанская, герцогиня Бадахосская, виконтесса де ла Торре (исп. Su Alteza Real la Infanta Doña Pilar, Duquesa de Badajoz, Vizcondesa de la Torre)
- 9 марта 1991 года — 8 января 2020 — Её Королевское Высочество донья Пилар Испанская, герцогиня Бадахосская, вдовствующая виконтесса де ла Торре (исп. Su Alteza Real la Infanta Doña Pilar, Duquesa de Badajoz, Vizcondesa viuda de la Torre)

Полный официальный титул доньи Пилар: Её Королевское Высочество донья Мария дель Пилар Альфонса Хуана Виктория Луиза Игнасия де Тодос лос Сантос, инфанта Испании, герцогиня Бадахосская, вдовствующая виконтесса де ла Торре (исп. Su Alteza Real Doña María del Pilar Alfonsa Juana Victoria Luisa Ignacia de Todos los Santos, Infanta de España, Duquesa de Badajoz, Vizcondesa viuda de la Torre).

## Общественная и спортивная деятельность
С 1994 по 2006 год — Президент Международной федерации конного спорта.
С 1996 по 2006 год — член Международного олимпийского комитета (МОК), как руководитель международной спортивной федерации.
С 1999 года по 2006 год — член Комиссии МОК «Спорт и окружающая среда»
Является членом Исполнительного комитета Национального олимпийского комитета Испании и почётным президентом Испанской федерации конного спорта.
С 2006 по 2020 год — почётный член МОК.
С 2007 по 2020 год — президент «Европа ностра» (всеевропейской Федерации культурного наследия).
Состояла в руководстве многочисленных благотворительных фондов:
- Фонд защиты жизни — оказывает помощь неимущим, вне зависимости от их возраста.
- Фонд помощи и действия — занимается защитой детства.
- Исследовательский фонд по борьбе с раком.

Почётный президент испанского отделения Всемирного фонда памятников. Активно участвовала в деятельности Общества друзей Мадридского королевского ботанического сада, Общества друзей оперы. Являлась членом Административного совета музея Тиссена-Борнемиса в Мадриде.

## Смерть
У доньи Пилар был диагностирован рак толстой кишки в 2019 году. 5 января 2020 года она была госпитализирована в связи с ухудшением состояния здоровья. Донья Пилар умерла 8 января 2020 года в Международной больнице им. Рубера в Мадриде. По чётко выраженному желанию инфанты Пилар, её останки были кремированы и похоронены вне пантеона в монастыре Эскориал — на мадридском кладбище Святого Исидора рядом с мужем Луисом в пантеоне семьи Гомес-Асебо.

## Награды
- Дама Большого креста ордена Карлоса III
- Дама Большого креста ордена «За спортивные заслуги» (5 декабря 2002 года)[10]
- Дама ордена Королевы Марии Луизы (1191 награждение) (16 апреля 1936 года)[11]